# Pristidia (animal)
Pristidia es un género de arañas araneomorfas de la familia Clubionidae. Se encuentra en el sudeste de Asia.

## Lista de especies
Según The World Spider Catalog 12.0:
- Pristidia longistila Deeleman-Reinhold, 2001
- Pristidia prima Deeleman-Reinhold, 2001
- Pristidia secunda Deeleman-Reinhold, 2001
- Pristidia viridissima Deeleman-Reinhold, 2001